# Ага-хан
Ага-хан (перс. آقا خان — «господар-хан») — титул голови шиїтської течії ісмаїлітів. Ага-хани утворюють династію. Засновником її був 1841 року ісмаїлітський імам Хасан Алі-Шах, правитель Керману який вважався прямим нащадком шиїтських імамів.